# Bulbophyllum korthalsii
Bulbophyllum korthalsii är en orkidéart som beskrevs av Rudolf Schlechter. Bulbophyllum korthalsii ingår i släktet Bulbophyllum och familjen orkidéer. Inga underarter finns listade i Catalogue of Life.